# Glencoe (Illinois)
Glencoe is een plaats (village) in de Amerikaanse staat Illinois en valt bestuurlijk gezien onder Cook County.
De Chicago Botanic Garden is een botanische tuin in Glencoe.

## Demografie
Bij de volkstelling in 2000 werd het aantal inwoners vastgesteld op 8762. In 2006 is het aantal inwoners door het United States Census Bureau geschat op 9011, een stijging van 249 (2,8%).

## Geografie
Volgens het United States Census Bureau beslaat de plaats een oppervlakte van 10,0 km², waarvan 9,8 km² land en 0,2 km² water.

## Plaatsen in de nabije omgeving
De onderstaande figuur toont nabijgelegen plaatsen in een straal van 8 km rond Glencoe.